# Katarina Frostenson
Alma Katarina Frostenson Arnault (Estocolm, Suècia, 5 de març de 1953) és un poetessa i escriptora sueca. Membre de l'Acadèmia Sueca des de 1992. El 2003, va ser nomenada Cavaller de la Legió d'Honor en reconeixement dels seus serveis a la literatura.
Frostenson és un dels poetes més importants de Suècia, d'un estil experimental i arcaic. És l'autora d'I mellan (1978), I det gula (1985) i Joner (1991), i també ha escrit un llibre de prosa lírica anomenat Berättelser från dom (1992), sobre un antic poble que, a través de la pèrdua de l'idioma, perden el seu sentit de pertinença al món. Katarina Frostenson és la neboda d'Anders Frostenson.
Entre els seus molts honors i premis s'inclouen el Gran Premi de la Societat dels Nou (1989), el Premi Bellman (1994), i el Premi de la Ràdio Sueca per la Lírica (1996), així com el Premi de Literatura del Consell Nòrdic per Sangler og formler.